# Lionel Laurent
Lionel Laurent (n. 10 octombrie 1964, Moûtiers, Rhône-Alpes, Franța) este un biatlonist ce a reprezentat Franța, medaliat olimpic. A participat la 2 ediții ale Jocurilor Olimpice (1992, 1994) în care a câștigat o medalie de bronz.